# Zinnitz
 (mars 2019).
Zinnitz (en bas sorabe Synjeńce) est un village allemand de Lusace dans le sud du Brandebourg ; il relève de l'arrondissement (Landkreis) d'Oberspreewald-Lausitz. Jusqu'au 31 décembre 2001, il formait avec Bathow la commune de Zinnitz ; depuis 2002, il fait partie de la municipalité de Calau. 

## Géographie

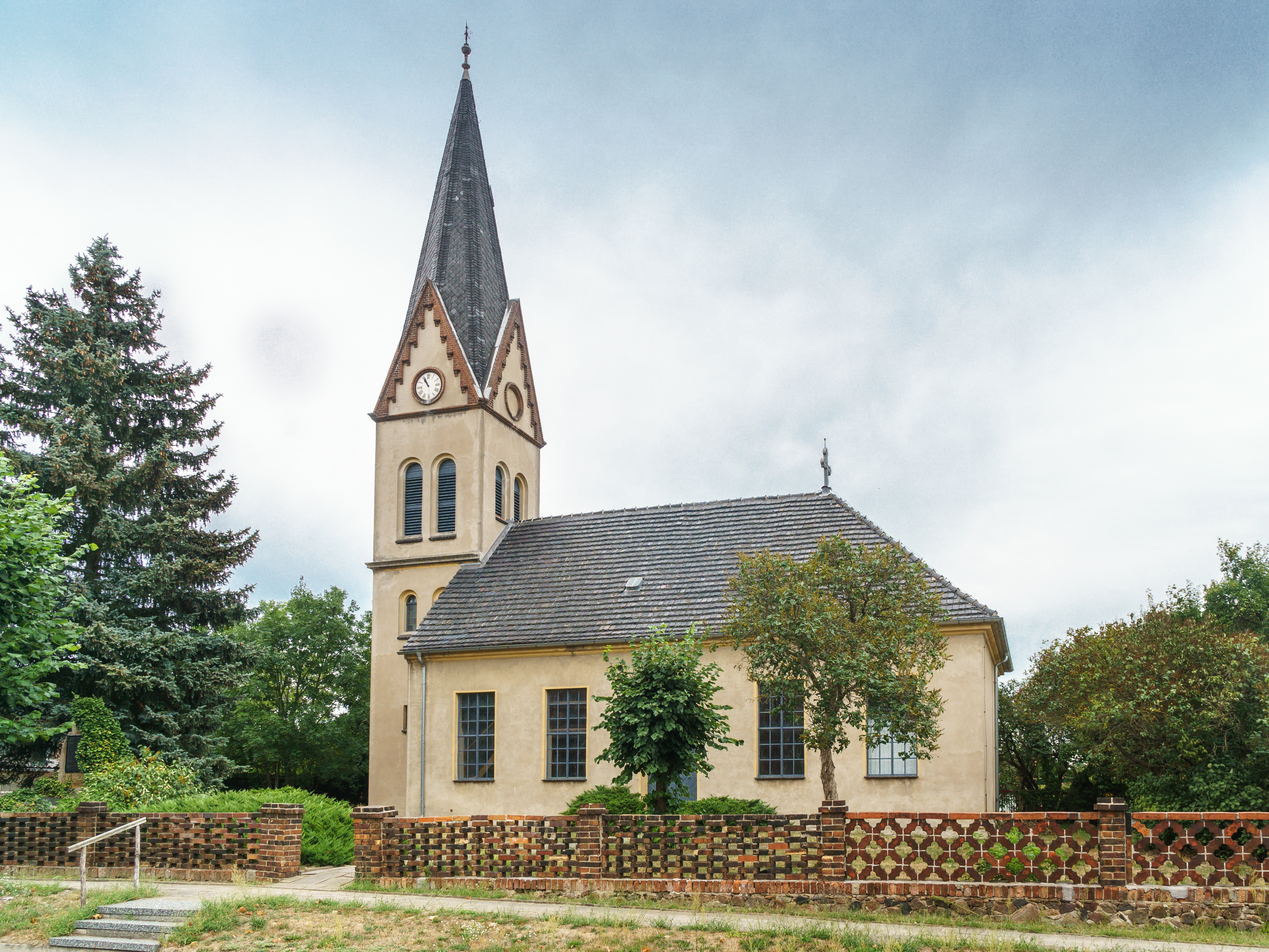
Église de Zinnitz

Zinnitz est situé en Basse-Lusace, dans la réserve naturelle de Niederlausitzer Landrücken, au sud de la forêt de la Sprée. A l'est, Zinnitz et le lieu-dit Bathow sont séparés par la sortie pour Calau de l'autoroute 13 (BAB 13).

## Histoire
Le 31 décembre 2001, Zinnitz (avec son quartier de Bathow) a été intégré à la ville de Calau, avec les villages de Buckow, Craupe, Groß Jehser et Gollmitz.

## Population et société
Zinnitz comptait 347 habitants en l'an 2000.

## Culture locale et patrimoine
Ziinitz est surtout connu pour son château néoclassique, le château de Zinnitz. Sa petite église luthérienne date de 1818.